# Psammocinia amodes
Psammocinia amodes är en svampdjursart som beskrevs av Cook och Patricia R. Bergquist 1998. Psammocinia amodes ingår i släktet Psammocinia och familjen Irciniidae. Inga underarter finns listade i Catalogue of Life.